# プリンセスピーチ Showtime!
『プリンセスピーチ Showtime!』は、任天堂より2024年3月22日に発売されたNintendo Switch用ゲームソフト。

## 概要
本作は『スーパープリンセスピーチ』以来19年ぶりとなる、ピーチ姫が単独で主役となる作品で、キラメキ劇場を見守ってきた妖精ステラの力を借り、「グレープ劇団」と名乗る集団から劇場を取り戻す内容である。
本作におけるピーチ姫はステラから貰ったリボンの力で、リボンを使った基本アクションのほか、剣士や探偵などに変身し、様々なアクションを展開する。
2023年10月12日頃に公式アートのピーチの表情などが変更された。

## リリース
2023年6月21日、『Nintendo Direct 2023.6.21』にて本作の発表がされ、その後2023年9月14日、『Nintendo Direct 2023.9.14』にてタイトルと発売日が発表された。
Unreal Engine向けの疑似物理演算プラグイン「Kawaii Physics」を採用し、ピーチ七変化衣装の「かわいい揺れ」を巧みに表現している。

## ストーリー
キノピオが持ってきたチラシで知ったキラメキ劇場の舞台公演。
早速やってきたピーチ姫御一行だが、突如あらわれたグレープ劇団と名乗る者たちに舞台が乗っ取られ、ピーチも劇場の中に閉じ込められてしまう。
劇場を取り戻すため、この劇場を守ってきた妖精「ステラ」と共にピーチは「グレープ劇団」に立ち向かう。

## 登場キャラクター
ピーチ
声 - サマンサ・ケリー
主人公。キノコ王国の王女。本作ではいつもの王冠ではなく、ステラからもらったリボンを付けてポニーテールに結んでいる(王冠は冒頭で劇場の外に飛ばされてしまった)。ステージ中に様々な姿に変身する。また、変身に合わせて声色が変化することもあり、剣士や怪盗、忍者のような男装をイメージした変身は低音になっていたり、パティシエやカウガールは明るく活発な少女をイメージした高音、探偵やフィギュアスケーターはやや大人びた声になったりしている。
また、本作では王冠をなくしていたこともあり、「姫」ではなく一貫して「ピーチ」表記となっている。そのため、ステラからはクリア後も「ピーチ」と呼ばれている。
エンディングではキラメキ劇場を救ったことでキラリスタとキャストンと共に称賛の拍手を送られる。それから、追い出されたキノピオたちと無事に再会し、なくした王冠をステラに被らされる。その後、キラメキ劇場から全員が写った写真入りの手紙が送られる。
ステラ
声 - 寺崎裕香
本作の相棒。劇場を守るキラメキの妖精。一人称は「ボク」。ピーチにキラメキの力を与えた。
キャストン
キラメキ劇場の住人。様々な住人達がいて、ピーチに力を貸してくれる。鼻がライトになっており、色と光り方で感情を表す。グレープ劇団の仕業で本来の物語が上演できず困り果てていたり、操られたりする。
キラリスタ
キラメキのカを持つ10人のキャストン。主役の中の主役、希望を与えるスターの呼称。ピーチが各舞台で変身する為に必要なキラメキは、元々は彼らの力の断片である。劇場の地下でグレープによって作った闇の異空間で囚われの身になっていた。ピーチはステラと共に10人のキラリスタを救出する目的になる。
グレープ劇団
本作の悪役。キラメキ劇場を襲った謎の集団。
グレープ
声 - 甲斐田裕子
グレープ劇団の団長。本作の黒幕。魔女の様な姿で紫色の衣装と目元を覆うマスクが特徴。実は本体はマスク。
プリズムピーチと対峙するも敗北。しかしフィナーレには早すぎると真の力を解放し、キラメキ劇場を破壊して巨大化。それからスーパープリズムピーチと対決するも完全に敗北。本体であるマスクは海に流されてしまう。
ドゥーケ
グレープ劇団の下っ端。全員がマスクを付けている。
ヤミラージュボス
本作のボス。全員動物の姿をしている。
ミラーバード
1階のボス。ミラーボールと鳥が合体した姿をしている。ミラーボール型の卵を産み、この卵をぶつけることでダメージを与えられる。ただし、画面が反転したり、ブロックを落としたり、卵からヒナを出したりするなどダメージを与えるごとに手ごわくなる。
ホリゾントスネーク
2階のボス。蛇の姿をしている。目がサーチライトになっており、ピーチを見つけると雄たけびでダメージを与えスタート地点に戻す。弱点は光。
プロジェクターキャット
3階のボス。猫の姿をしている。カートゥーンアニメ風の舞台を風景にピーチを襲ってくる。ネズミの人形を出したり、前足を床に叩きつける攻撃を行うが、逆にこれを利用することで倒すことができる。
スポットライオン
4階のボス。スポットライトとライオンを合わせたようなボス。口から吐く玉を跳ね返すことでダメージを与えられる。ただし、玉の代わりに光線を吐いたり（こちらは跳ね返せない）、分身（本体には影がある）を作ったりして相手を惑わしてくるので長期戦になるとかなり厄介である。
キノピオ
ピーチをキラメキ劇場に誘ったが、グレープ劇団の襲撃に巻き込まれて追い出されてしまう。今作は2名いる。

## 舞台・ステージ
それぞれの舞台には全部で4つのステージがある。

### キラメキ劇場 1階
1階には以下の変身がある。
- 剣士
- 忍者
- カウガール
- パティシエ

1階には以下のステージがある。
- 剣士-1「剣士といばらの城」
- 忍者-1「激流忍法帖」
- カウガール-1「荒野のカウガール」
- パティシエ-1「スイーツフェスタへようこそ」
- ボス「ヤミラージュボス：ミラーバード」(キラメキストーン10個で開放)

### キラメキ劇場 2階
2階には以下の変身がある。
- 剣士
- 怪盗
- フィギュアスケーター
- 探偵

2階には以下のステージがある。
- 剣士-2「剣士と亡霊の城」
- 怪盗-1「怪盗マスク ～華麗なる潜入～」
- フィギュアスケーター-1「スノーフラワー・オン・アイス」
- 探偵-1「名探偵の事件簿 狙われた壁画」
- ボス「ヤミラージュボス：ホリゾントスネーク」(キラメキストーン15個で開放)

### キラメキ劇場 3階
3階には以下の変身がある。
- スーパーヒーロー
- カウガール
- パティシエ
- マーメイド

3階には以下のステージがある。
- スーパーヒーロー-1「ミッション：エイリアン・クライシス」
- カウガール-2「夕陽のカウガール」
- パティシエ-2「ナイトメアパーティへようこそ」
- マーメイド-1「メロディ・オブ・オーシャン」
- ボス「ヤミラージュボス：プロジェクターキャット」(キラメキストーン20個で開放)

### キラメキ劇場 4階
4階には以下の変身がある。
- 忍者
- 怪盗
- カンフー
- 探偵

4階には以下のステージがある。
- 忍者-2「烈火忍法帖」
- 怪盗-2「怪盗マスク　～奪われた黄金像～」
- カンフー-1「功夫英雄伝」
- 探偵-2「名探偵の事件簿　霧雨の陰謀」
- ボス「ヤミラージュボス：スポットライオン」(キラメキストーン25個で開放)

### キラメキ劇場 5階
5階には以下の変身がある。
- スーパーヒーロー
- カンフー
- フィギュアスケーター
- マーメイド

5階には以下のステージがある。
- スーパーヒーロー-2「ミッション：レッド・プラネット」
- カンフー-2「功夫武勇伝」
- フィギュアスケーター-2「パレード・オン・アイス」
- マーメイド-2「ブライト・オブ・オーシャン」

### キラメキ劇場 B1階
B1階には以下の変身がある。
- 剣士
- 忍者
- カウガール
- パティシエ
- 怪盗
- フィギュアスケーター
- 探偵
- スーパーヒーロー
- マーメイド
- カンフー

B1階には以下のステージがある。
- 剣士-3「ヤミの剣士と闘技場」(剣士-2クリア後開放)
- 忍者-3「ヤミの忍術と武者軍団」（忍者-2クリア後開放）
- カウガール-3「ヤミの列車と崩壊の町」（カウガール-2クリア後開放）
- パティシエ-3「ヤミのパティシエと幻惑のスイーツ」（パティシエ-2クリア後開放）
- 怪盗-3「ヤミの牢獄と危険な罠」（怪盗-2クリア後開放）
- フィギュアスケーター-3「ヤミの氷塊と黒い舞台」（フィギュアスケーター-2クリア後開放）
- 探偵-3「ヤミのミュージアムと紫の謎」（探偵-2クリア後開放）
- スーパーヒーロー-3「ヤミの宇宙と大隕石」（スーパーヒーロー-2クリア後開放）
- マーメイド-3「ヤミの深海と渦巻く海流」（マーメイド-2クリア後開放）
- カンフー-3「ヤミの道場と暗黒拳」（カンフー-2クリア後開放）
- ファイナルボス「グレープ Showtime!」(キラメキストーン30個で開放)

### アクションリハーサル
アクションリハーサルには以下の変身がある。
- 剣士
- 怪盗
- カウガール
- カンフー
- スーパーヒーロー

以下のステージがある。1回でもダメージを受けると終了になる。
- アクションリハーサル ～剣士～ (1階の全ステージをクリアすると開放)
- アクションリハーサル ～怪盗～ (2階の全ステージをクリアすると開放)

宝石を取りながら、飛び続ける。
- アクションリハーサル ～カウガール～ (3階の全ステージをクリアすると開放)
- アクションリハーサル ～カンフー～ (4階の全ステージをクリアすると開放)
- アクションリハーサル ～スーパーヒーローー～ (5階の全ステージをクリアすると開放)

## キラメキ変身

### 十大キラメキ変身
剣士
最初に変身するピーチ。バラの剣士になり、手に持った剣で戦う。また、軽い身のこなしで相手の攻撃をかわすこともできる。
パティシエ
エプロンとコック帽を身に着け、パティシエに変身したピーチ。この変身は主に料理がメインであり、クッキーを作ったり、ケーキにトッピングしたりする。
カンフー
紫色の拳法着をまとい、おさげ髪のカンフーの達人となった姿。カンフー独自の豪快なキックやパンチといった高い身体能力を持っている。
探偵
虫眼鏡を持ち、茶色の探偵帽を被ったピーチが、探偵に変身した姿。虫眼鏡で調べものをしたり、聞き込みをしたりする。疑いがある対象に「おみとおしアタック」を使うと真実を見抜く(失敗すると精神的ショックでダメージを受ける)。謎解きや難事件（美術品盗難事件や爆弾事件）を解決する。
忍者
忍び装束に、緑色のマフラーを身に着けたピーチが、忍者に変身した姿。壁キックや隠れ身の術、水とんの術などといった忍術を駆使して、相手を翻弄する。
カウガール
牛の角がついた山吹色のテンガロンハットを被ったピーチが、カウボーイに変身した姿。投げ縄を投げつけて敵を拘束したり、白馬に乗って暴走列車を追いかけたりする。
マーメイド
下半身が魚になり、グラデーションカラーの人魚の力を得た姿。魅惑の美声から繰り出す歌声で、魚たちを操る能力を持つ。また、この姿のみ陸上では行動できない。
怪盗
黒マスクにソフト帽を被ったピーチが、怪盗に変身した姿。怪盗という名前だが、行動はエージェントに近く、敵のアジトに侵入したり、盗まれた物（宝石や黄金像）を取り返したりすることが多い。また、探偵同様、謎解きの要素もある。
スーパーヒーロー
赤いパワードスーツを身に着けたピーチが、SFのスーパーヒーローに変身した姿。怪力で重い物を持ち上げたり、背中のジェットで飛行したり、果てには巨大化までする。
フィギュアスケーター
雪をイメージしたコスチュームをまとい、白いスケート靴を履いたピーチが、フィギュアスケーターに変身した姿。氷の上をアイススケートの如く自由自在に滑りまわり、華麗なパフォーマンスを見せる。

### その他のキラメキ変身
プリズム
グレープ戦に登場。ピーチが10人のキラリスタの力を得て変身した姿。青緑色の結晶のように輝くドレスを身にまとい、頭には結晶の王冠を被っている。浮遊が可能で相手に光の玉を発射して攻撃する。
スーパープリズム
真のグレープ戦に登場。正体を現し巨大化したグレープによって劇場をめちゃくちゃにされるも、その場にいたキャストン全員の力をもらったことで変身した姿。前述よりもドレスや王冠が強調されており、攻撃の威力も上がっている。光線を発射してグレープの弱点のマスクを破壊し、最後は流れ星のように体当たりして撃破する。グレープが倒された後、めちゃくちゃになった劇場を元に戻した。

## ドレスリボン・ステラリボン
ステージクリアなどの条件を達成すると、「ショップ」でドレスリボン、ステラリボンが入荷される。

### ドレスリボン (ショップ)
水玉ドレス：100コイン、剣士-1クリア後開放
ボーダードレス：100コイン、剣士-1クリア後開放
ストライプドレス：100コイン、剣士-1クリア後開放
セパレートドレス：100コイン、剣士-1クリア後開放
グラデーションドレス：100コイン、剣士-1クリア後開放
ミラードレス：200コイン、1階ボス「ミラーバード」クリア後開放
ホリゾントドレス：200コイン、2階ボス「ホリゾントスネーク」クリア後開放
プロジェクタードレス：200コイン、3階ボス「プロジェクターキャット」クリア後開放
スポットドレス：200コイン、4階ボス「スポットライオン」クリア後開放
キラメキドレス：500コイン、キラメキストーンを累計100個獲得で開放
プリズムドレス：500コイン、ゲームクリア後開放
グレープドレス：500コイン、ゲームクリア後開放

### ドレスリボン (ステージ)
剣士ドレス：剣士-1にあるリボンを獲得
忍者ドレス：忍者-1にあるリボンを獲得
カウガールドレス：カウガール-1にあるリボンを獲得
パティシエドレス：パティシェ-1にあるリボンを獲得
怪盗ドレス：怪盗-1にあるリボンを獲得
フィギュアドレス：フィギュアスケーター-1にあるリボンを獲得
探偵ドレス：探偵-1にあるリボンを獲得
スーパーヒーロードレス：スーパーヒーロー-1にあるリボンを獲得
マーメイドドレス：マーメイド-1にあるリボンを獲得
カンフードレス：カンフー-1にあるリボンを獲得
星柄ドレス：「アクションリハーサル ～剣士～」で金ランクを獲得する
ハート柄ドレス：「アクションリハーサル ～怪盗～」で金ランクを獲得する
なみせんドレス：「アクションリハーサル ～カウガール～」で金ランクを獲得する
チェック柄ドレス：「アクションリハーサル ～カンフー～」で金ランクを獲得する
うろこもんドレス：「アクションリハーサル ～スーパーヒーロー～」で金ランクを獲得する
剣士ドレス (スペシャル)：300コイン、剣士-3クリア後開放
忍者ドレス (スペシャル)：300コイン、忍者-3クリア後開放
カウガールドレス (スペシャル)：300コイン、剣士-3クリア後開放
パティシエドレス (スペシャル)：300コイン、剣士-3クリア後開放
怪盗ドレス (スペシャル)：300コイン、剣士-3クリア後開放
フィギュアドレス (スペシャル)：300コイン、剣士-3クリア後開放
剣士ドレス (スペシャル)：300コイン、剣士-3クリア後開放
剣士ドレス (スペシャル)：300コイン、剣士-3クリア後開放
剣士ドレス (スペシャル)：300コイン、剣士-3クリア後開放
剣士ドレス (スペシャル)：300コイン、剣士-3クリア後開放

### ステラリボン (ショップ)
レッドリボン：100コイン、剣士-1クリア後開放
ブルーリボン：100コイン、剣士-1クリア後開放
イエローリボン：100コイン、剣士-1クリア後開放
ピンクリボン：100コイン、剣士-1クリア後開放
パープルリボン：100コイン、剣士-1クリア後開放
オレンジリボン：100コイン、剣士-1クリア後開放
ライムリボン：100コイン、剣士-1クリア後開放
ホワイトリボン：100コイン、剣士-1クリア後開放
ブラックリボン：100コイン、剣士-1クリア後開放

### ステラリボン (ステージ)
剣士リボン：剣士-2にあるリボンを獲得
剣士リボン (バイカラー)：剣士-3にあるリボンを獲得
パティシエリボン：パティシェ-2にあるリボンを獲得
怪盗リボン：怪盗-2にあるリボンを獲得
怪盗リボン (バイカラー)：怪盗-3にあるリボンを獲得
スーパーヒーローリボン：スーパーヒーロー-2にあるリボンを獲得
カンフーリボン：カンフー-2にあるリボンを獲得
探偵リボン (バイカラー)：探偵-3にあるリボンを獲得
カウガールリボン (バイカラー)：カウガール-3にあるリボンを獲得